# أنتوني ثورنتون
أنتوني ثورنتون (بالإنجليزية: Anthony Thornton)‏ هو محامي وقاضي وضابط وسياسي أمريكي، ولد في 9 نوفمبر 1814 في الولايات المتحدة، وتوفي في 10 سبتمبر 1904 في نفس البلد. حزبياً، نشط في الحزب الديمقراطي. وقد انتخب عضو مجلس نواب إلينوي وانتخب عضو مجلس النواب الأمريكي.